# 2024-es magyar birkózóbajnokság
A 2024-es magyar birkózóbajnokság a száztizenhetedik magyar bajnokság volt. A férfi kötöttfogású és szabadfogású, valamint a női szabadfogású bajnokságot is szeptember 14-én rendezték meg Budapesten, a Kozma István Magyar Birkózóakadémián.

## Eredmények

### Férfi kötöttfogás
| Versenyszám | Arany                                      | Arany | Ezüst                                       | Ezüst | Bronz                                                     | Bronz |
| ----------- | ------------------------------------------ | ----- | ------------------------------------------- | ----- | --------------------------------------------------------- | ----- |
| 55 kg       | Horváth Csaba Ceglédi VSE                  |       | –                                           |       | –                                                         |       |
| 60 kg       | Domokos Edmond Szigetvári BSE-KIMBA        |       | Fige Levente Bp. Honvéd-KIMBA               |       | Losoncz Szabolcs Csepel TC                                |       |
| 63 kg       | Rafael Dániel Soltvadkerti TE-KIMBA        |       | Kecskeméti Krisztián Ceglédi VSE            |       | László Mózes Ádám Erzsébeti SMTK-KIMBA                    |       |
| 67 kg       | Pohilec Ádám Bp. Honvéd                    |       | Józsa Attila Bp. Honvéd                     |       | Végh Máté Bp. Honvéd-KIMBA                                |       |
| 72 kg       | Váncza Krisztián István Ferencvárosi TC    |       | Vitek Amadeusz János Bp. Honvéd             |       | Klányi Krisztofer Dorogi AC-KIMBA                         |       |
| 77 kg       | Tösmagi Attila Erzsébeti SMTK-KIMBA        |       | Felkai Bendegúz Attila Erzsébeti SMTK-KIMBA |       | Bogdán Dániel Dél-Zselic SE-KIMBAKátai Marcell Dorogi AC  |       |
| 82 kg       | Fritsch Róbert Bp. Honvéd                  |       | Nagy Péter Vasas SC                         |       | Vámos Antal Dorogi ACKirályházi Miklós Niké Alba Regia SC |       |
| 87 kg       | Takács István Bp. Honvéd                   |       | Czuczor Dominik Attila Bp. Honvéd           |       | Toplak Zalán Csaba Ferencvárosi TC-KIMBA                  |       |
| 97 kg       | Szőke Alex Erzsébeti SMTK                  |       | Szilvássy Erik Csepeli BC                   |       | Maharita Alekszej Bp. Honvéd-KIMBAAlmási Bence Vasas SC   |       |
| 130 kg      | László Koppány Simon Ferencvárosi TC-KIMBA |       | Vitek Dárius Attila Bp. Honvéd              |       | Végh Artúr Érdi Spartacus                                 |       |

### Férfi szabadfogás
| Versenyszám | Arany                                    | Arany | Ezüst                          | Ezüst | Bronz                                                               | Bronz |
| ----------- | ---------------------------------------- | ----- | ------------------------------ | ----- | ------------------------------------------------------------------- | ----- |
| 57 kg       | Baráth Károly Vasas SC                   |       | Gilányi Alex Balkányi SE       |       | Rába Gábor Büki BC                                                  |       |
| 61 kg       | Rácz Balázs Újpesti TE-KIMBA             |       | Németh Márton Kanizsai BSE     |       | Lengyel László Ferencvárosi TCRácz Olivér Kecskeméti SI             |       |
| 65 kg       | Mizsei Zoltán Máté Ferencvárosi TC-KIMBA |       | Egyed Balázs Vasas SC          |       | Nedvig Máthé Noel Érdi Spartacus                                    |       |
| 70 kg       | Molnos Norbert Kiskunfélegyházi BSE      |       | Varga Márton Győri AC-KIMBA    |       | Gombos Alex Gábor Ferencvárosi TC-KIMBA                             |       |
| 74 kg       | Vikol András Győri AC                    |       | Reznyák Máté Győri AC          |       | Dodó Bence Püspökladányi NSEVarga Máté Bendegúz Adácsi BC-KIMBA     |       |
| 79 kg       | Hajduch Nándor Milán Szarvasi BE         |       | Jochim Márk Orosházi Spartacus |       | Rizmajer Márton Csepel TCMizsei Ádám Ceglédi VSE                    |       |
| 86 kg       | Hatos Gábor Bp. Honvéd                   |       | Püspöki Patrik Mogyi-Bajai BC  |       | Rosz Roland Vasas SCGangl Zétény Soltvadkerti TE-KIMBA              |       |
| 92 kg       | Juhász Balázs Bp. Honvéd                 |       | Szmik Attila Bp. Honvéd        |       | Arszunkajev Musza Vasas SCZsivnovszki Péter Zsombor Sziget SC-KIMBA |       |
| 97 kg       | Végh Richárd Érdi Spartacus              |       | Veress Bence Vasas SC          |       | Wittmann Kristóf Haladás VSE                                        |       |
| 125 kg      | Korcsog Milán András Csepel TC-KIMBA     |       | Baksa Bence Abonyi BC          |       | Gyuricza Marcell Tököli BSE-KIMBA                                   |       |

### Női szabadfogás
| Versenyszám | Arany                                | Arany | Ezüst                                          | Ezüst | Bronz                                         | Bronz |
| ----------- | ------------------------------------ | ----- | ---------------------------------------------- | ----- | --------------------------------------------- | ----- |
| 50 kg       | Gaál Henrietta Vasas SC              |       | –                                              |       | –                                             |       |
| 53 kg       | Kapuvári Liliána Újpesti TE-KIMBA    |       | Fáth Laura Bp. Honvéd-KIMBA                    |       | Egyed Zsanett Kanizsai BSE                    |       |
| 55 kg       | Szenttamási Róza Csepel TC-KIMBA     |       | Tóth Zsanett Dorka Kecskeméti BC               |       | Iváncsics Babita Tököli BSE-KIMBA             |       |
| 57 kg       | Terék Gerda Csepel TC-KIMBA          |       | Vida Hanna Magyar Testnevelési Egyetem SE      |       | Sebők Kinga Bp. Honvéd                        |       |
| 59 kg       | Bognár Erika Bp. Honvéd              |       | Galambos Ramóna Bp. Honvéd                     |       | Laczkó Petra Orosházi Spartacus-KIMBA         |       |
| 62 kg       | Borsos Viktória Kispesti NSI-KIMBA   |       | Páli Mirella Ramóna Orosházi Spartacus-KIMBA   |       | Bán Panka Soltvadkerti TE-KIMBA               |       |
| 65 kg       | Oláh Csenge Kispesti NSI             |       | Tapodi Rebeka Márta Kiskunfélegyházi BSE-KIMBA |       | Kicsindy Anna Esztergomi BSE                  |       |
| 68 kg       | Szabados Noémi Ferencvárosi TC-KIMBA |       | Pók Karolina Vasas SC                          |       | Csávás Renáta Zsuzsanna Báránd KSE            |       |
| 72 kg       | Osváth-Nagy Noémi Egri VSI-KIMBA     |       | Felhő Viktória Kiskunhalasi BC                 |       | Kántor Katalin Magyar Testnevelési Egyetem SE |       |
| 76 kg       | Nagy Fanni Csepel TC                 |       | Busa Réka Vasas SC                             |       | Virág Zsófia Soltvadkerti TE-KIMBA            |       |